# روبن سميولديرس
روبن سميولديرس (بالهولندية: Robin Smeulders)‏ مواليد 19 يونيو 1987، هو لاعب كرة سلة نمساوي بدأ مسيرته الاحترافية في سنة 2010 يلعب مع فريق إي دبليو إي باسكتس أولدنبورغ في الدوري الألماني لكرة السلة ويحمل الرقم 12. يبلغ طوله 6 قدم 10 بوصة (2.1 م).

## فرق لعب لها
- إي دبليو إي باسكتس أولدنبورغ

## روابط خارجية
- روبن سميولديرس على موقع الاتحاد الدولي لكرة السلة (الإنجليزية)
- روبن سميولديرس على موقع الدوري الأوروبي لكرة السلة (الإنجليزية)
- روبن سميولديرس على موقع كرة السلة الأوروبية.كوم (الإنجليزية)
- روبن سميولديرس على موقع كلية كرة السلة في سبورتس رفرنس.كوم (الإنجليزية)
- روبن سميولديرس على موقع ريلجم (الإنجليزية)
- روبن سميولديرس على موقع بروبوليرز (الإنجليزية)
- روبن سميولديرس على موقع سبورتس رفرنس (الإنجليزية)